# دانشگاه تربیت دبیر شهید رجایی
دانشگاه تربیت دبیر شهید رجایی که پیش از انقلاب ۱۳۵۷ مدرسهٔ آمریکایی تهران نام داشت، دانشگاهی دولتی در شهر تهران، وابسته به وزارت آموزش و پرورش و تحت نظر وزارت علوم تحقیقات و فناوری است. این دانشگاهِ راهبردی، تنها دانشگاه کشور است که وظیفهٔ تأمین نیروی فنی و دبیران و هنرآموزان هنرستان‌ها را بر عهده دارد. مجلّهٔ آموزش عالی تایمز، دانشگاه تربیت دبیر شهید رجایی را در بین ۱۵۰۰ دانشگاه برتر جهان فهرست کرده است.
این دانشگاه پیش‌تر مدرسهٔ آمریکایی تهران نام داشت. نام فعلی دانشگاه برگرفته از نام محمدعلی رجایی دومین رئیس‌جمهوری اسلامی ایران است که در ۸ شهریور ماه ۱۳۶۰ کشته شد.
دانشگاه تربیت دبیر شهید رجایی با دانشگاه فرهنگیان تفاوت دارد. دانشجویان دانشگاه شهید رجایی مانند سایر دانشجویان دانشگاه‌های دولتی وابسته به وزارت علوم، تحقیقات و فناوری به تحصیل در رشته‌های مختلف (از جمله رشته‌های مهندسی و علوم انسانی) می‌پردازند. در حال حاضر تنها برخی از این دانشجویان که در هنگام انتخاب‌رشتهٔ کنکور سراسری، کد رشته‌های مورد نیاز وزارت آموزش و پرورش را انتخاب می‌نمایند و علاوه بر پذیرفته شدن از جانب سازمان سنجش در کنکور سراسری، مراحل استخدامی را نیز با موفقیت طی می‌کنند، در ابتدای تحصیل به استخدام رسمی وزارت آموزش و پرورش درمی‌آیند و پس از پایان تحصیلات، در این وزارت‌خانه مشغول به کار می‌شوند. برخی از دانشجویان این دانشگاه نیز هیچ‌گونه رابطهٔ استخدامی با وزارت آموزش و پرورش ندارند و مانند دانشجویان سایر دانشگاه‌های دولتی کشور در این دانشگاه تحصیل می‌کنند.

## تاریخچه
ریشه تاریخی این دانشگاه در سال ۱۲۲۹ یعنی مصادف با تأسیس دارالفنون بنا گردیده، که اولین دوره تربیت معلم در کشور در سطح عالی به همراه سایر رشته‌های مهندسی و پزشکی آغاز به کار نمودند.
در سال ۱۳۵۳ (۱۹۷۴ میلادی) به عنوان مدرسه آمریکایی‌ها در تهران شروع به کار نمود سپس در سال ۱۳۵۹ با ادغام انستیتوهای تکنولوژی تهران، تحت عنوان مجتمع انقلاب اسلامی زیر نظر دفتر امور مدارس عالی فنی و حرفه‌ای وزارت آموزش و پرورش تأسیس گردید.
در سال‌های ۱۳۶۱ تا ۱۳۶۳ مرکز تربیت معلم شهید اندرزگو با آموزش رشتهٔ دینی و عربی در سطح فوق دیپلم در این مجموعه دایر بوده است.
بعد از آن این مجموعه به مرکز آموزش عالی فنی انقلاب اسلامی تغییر نام داد و علاوه بر دوره‌های تربیت تکنسین و معلم فنی در سطح کاردانی (فوق دیپلم)، مجوز اجرای دوره‌های کارشناسی ناپیوسته دبیر فنی (در سطح لیسانس) را نیز دریافت نمود.
در سال ۱۳۷۲ با مجوز دفتر گسترش آموزش عالی (وزارت فرهنگ و آموزش عالی وقت) دانشکده تربیت دبیر فنی و حرفه‌ای در این مرکز تأسیس شد و از طریق آزمون سراسری در دو رشته کارشناسی دبیری فنی دانشجو پذیرفت. با توجه به امکانات و توانایی‌های مناسب مجموعه، در سال ۱۳۷۶ مرکز آموزش عالی فنی و دانشکده تربیت دبیر فنی و حرفه‌ای ادغام شدند و با مجوز وزارت فرهنگ و آموزش عالی و تأیید شورای عالی انقلاب فرهنگی این مجموعه به دانشگاه ارتقا و نام دانشگاه تربیت دبیر شهید رجائی بر آن نهاده شد و همچنان زیر نظر وزارت آموزش و پرورش و وزارت علوم و تحقیقات و فناوری به صورت مشترک به کار خود ادامه داد.

## پردیس
این دانشگاه با مساحتی نزدیک به ۱۵۰٬۰۰۰ مترمربع در منطقهٔ لویزان واقع در شمال شرق تهران قرار دارد و مجموعاً دارای بیش از ۵۶٬۰۰۰ متر مربع فضای سرپوشیدهٔ آموزشی، آزمایشگاهی، کارگاهی، رفاهی و فرهنگی است.
از جمله موارد فعالیت‌های دانشگاه فرایند داوری و برگزاری جشنواره جوان خوارزمی بخش دانش‌آموزی، در مرحله کشوری حدود ۳۰ سال است که در این دانشگاه انجام می‌گیرد.

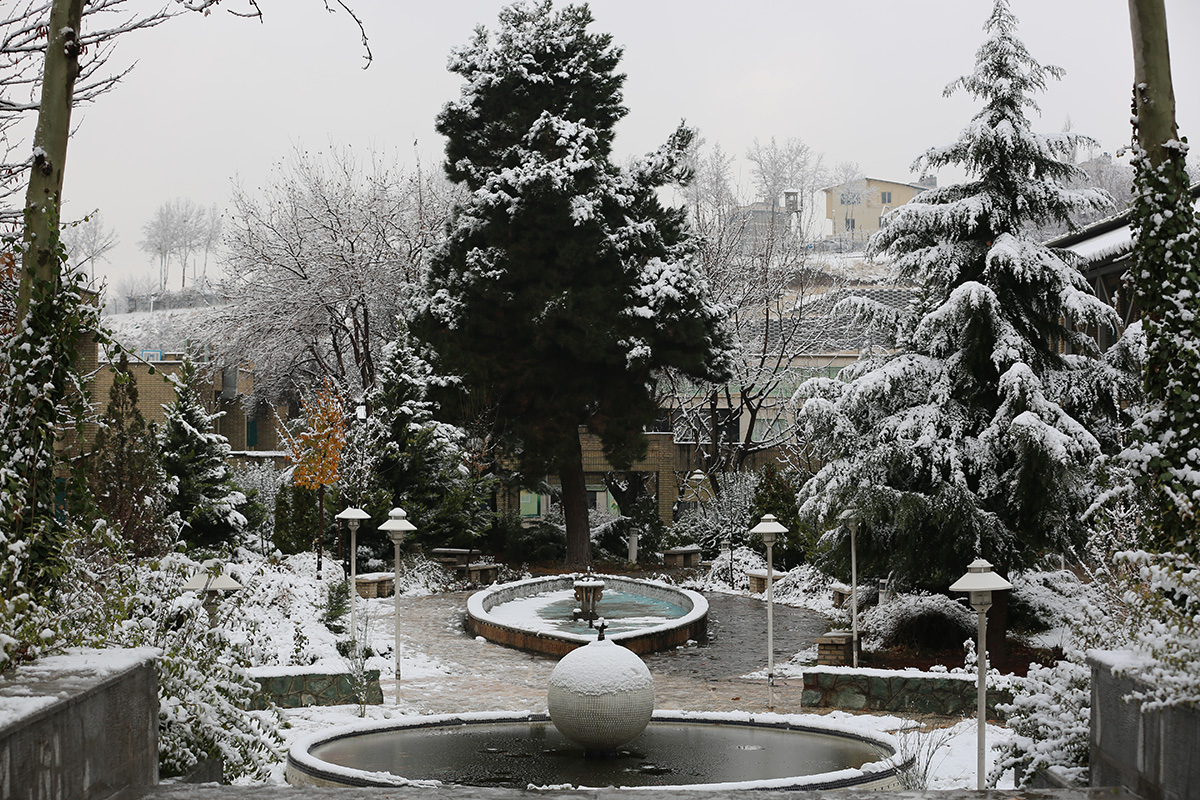
زمستان دانشگاه شهید رجایی

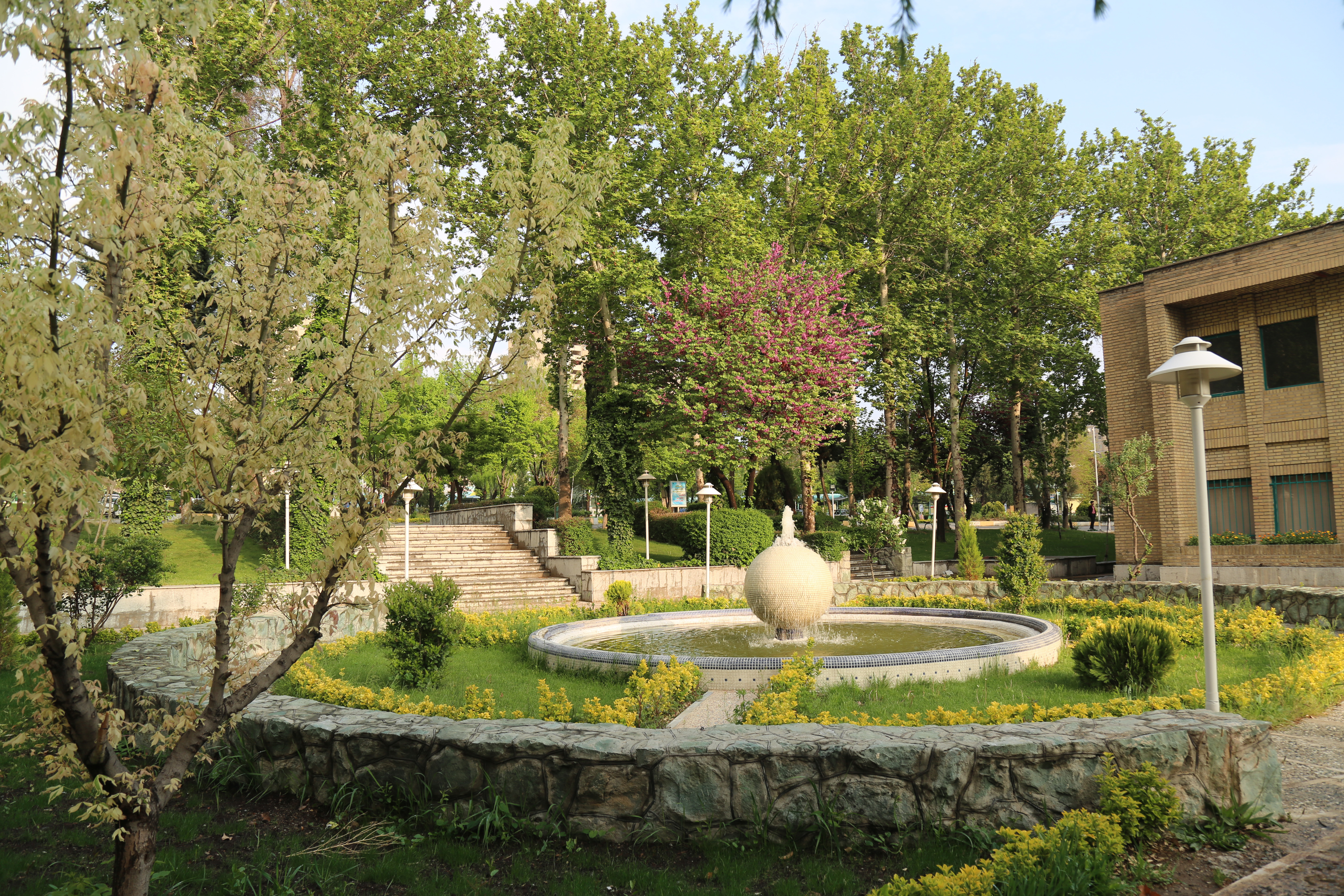
بهار دانشگاه شهید رجایی

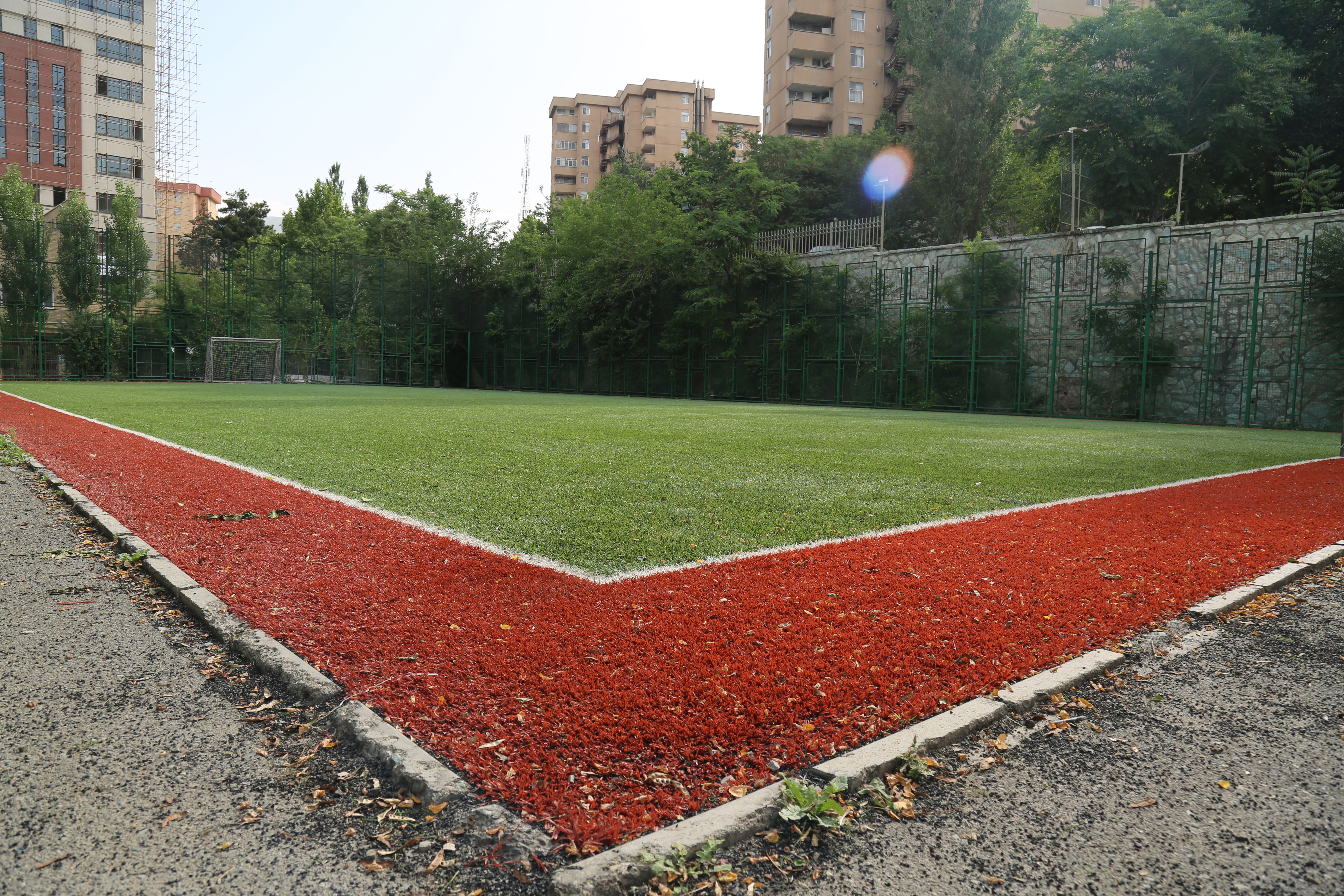
زمین چمن مصنوعی دانشگاه شهید رجایی

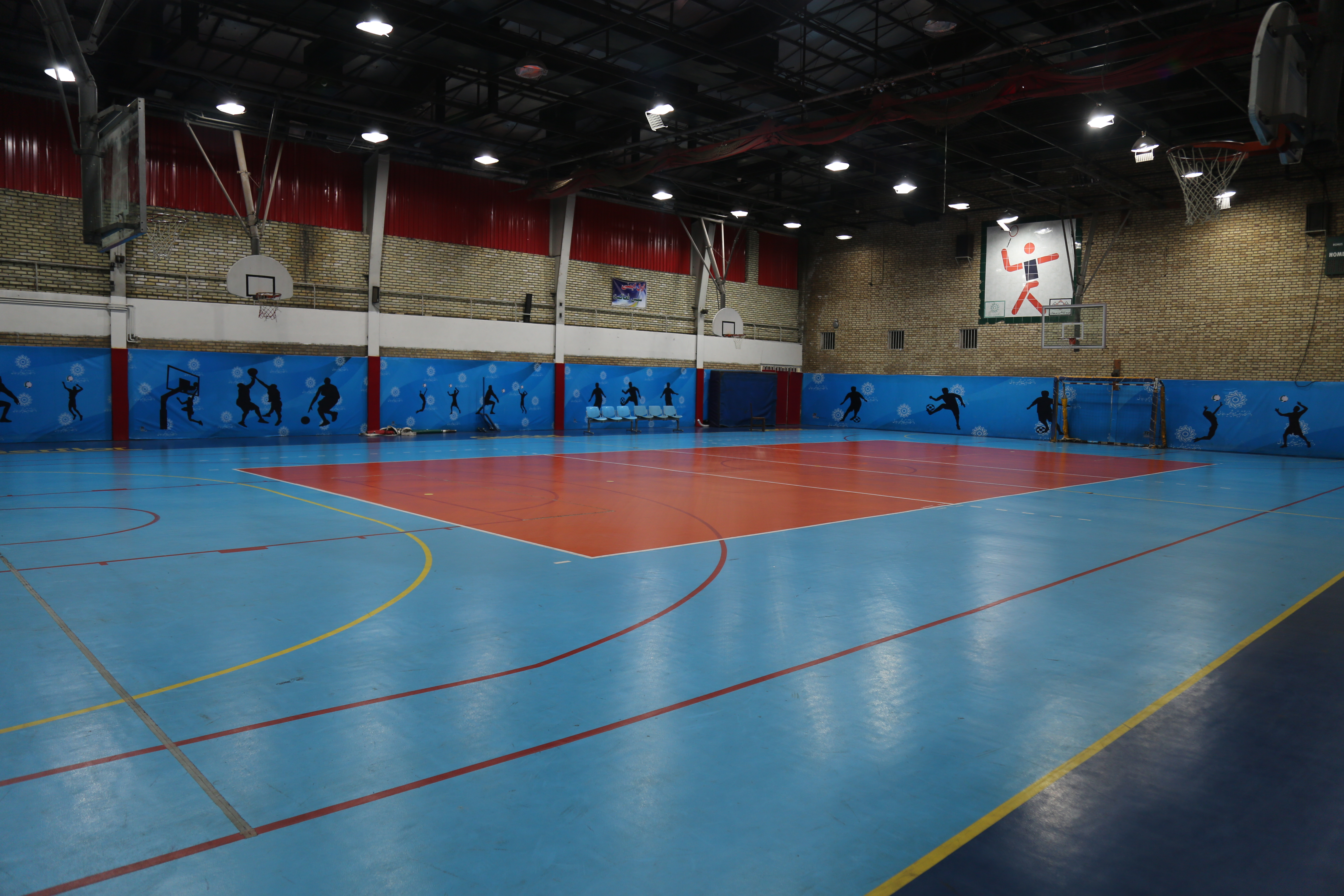
سالن ورزشی دانشگاه شهید رجایی

## رؤسای دانشگاه از آغاز تاکنون
رئیس دانشگاه شهید رجایی توسط وزیر آموزش و پرورش منصوب می‌شود و علاوه بر ریاست دانشگاه، به‌عنوان عضو شورای معاونین وزیر آموزش و پرورش فعالیت می‌کند.
در زیر فهرست اسامی رؤسای دانشگاه از آغاز تا به امروز نوشته شده است:
- قدرت‌الله تورنگ (۱۳۵۹ تا ۱۳۶۴)
- سید محمد موسوی کیانی (۱۳۶۴ تا ۱۳۷۳)
- سید زین العابدین موسوی (۱۳۷۳ تا ۱۳۷۷)
- محمد حسین رفان (۱۳۷۷ تا ۱۳۸۲)
- سید امیر الدین صدر نژاد (۱۳۸۲ تا مرداد ۱۳۸۵)
- عباس حق‌اللهی (مرداد ۱۳۸۵ تا ۱۳۹۳)
- حمیدرضا عظمتی (۱۳۹۳ تا ۱۴۰۱)
- جمال‌الدین مهدی‌نژاد (مرداد ۱۴۰۱ تا ۱۴۰۲)
- علی پورکمالی انارکی (اسفند ۱۴۰۲ تاکنون)

## دانشکده‌ها

### دانشکده مهندسی برق
دارای چهار گروه آموزشی مهندسی الکترونیک، مهندسی قدرت، مهندسی مخابرات و مهندسی کنترل است.

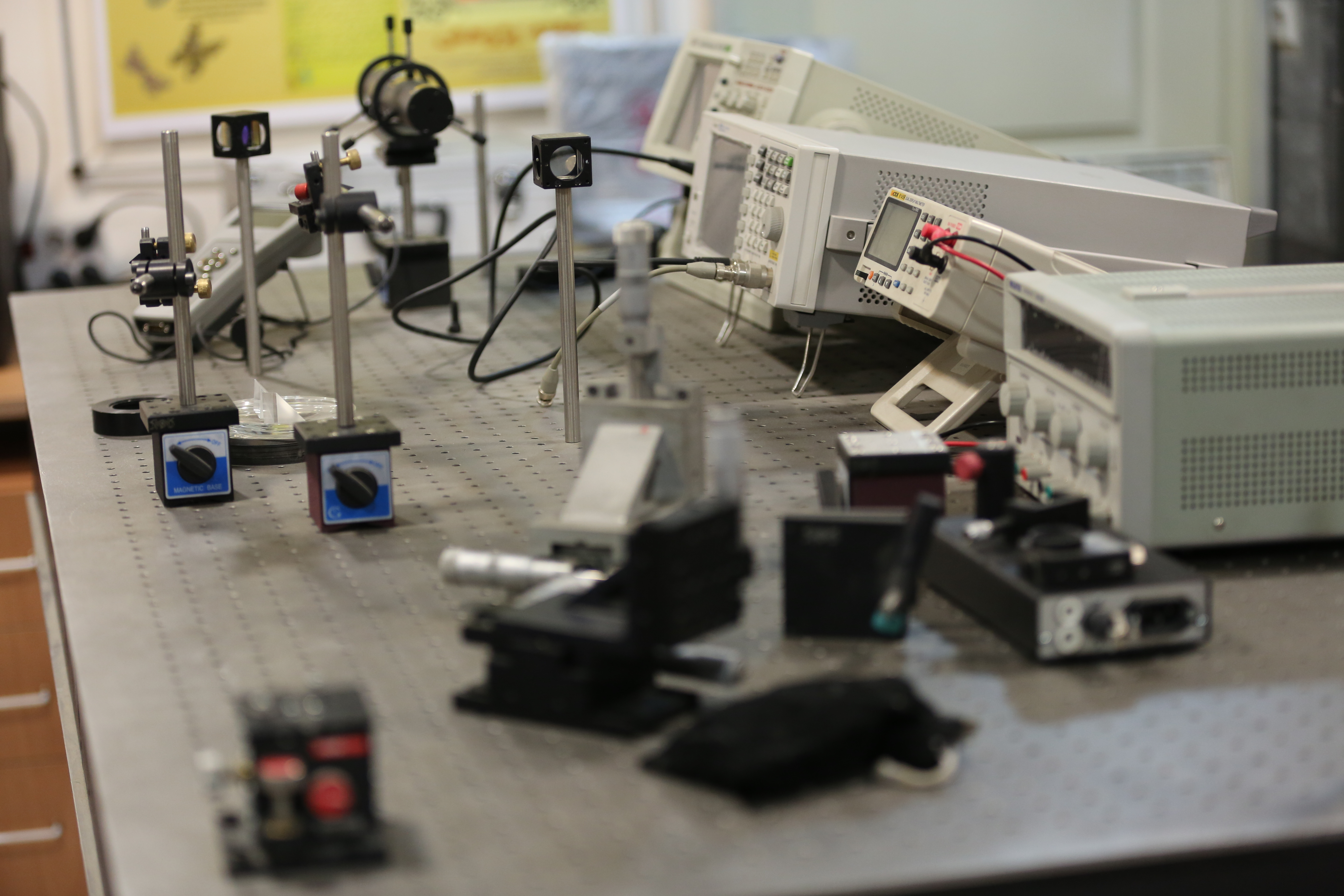
آزمایشگاه نانوفوتونیک و اپتوالکترونیک

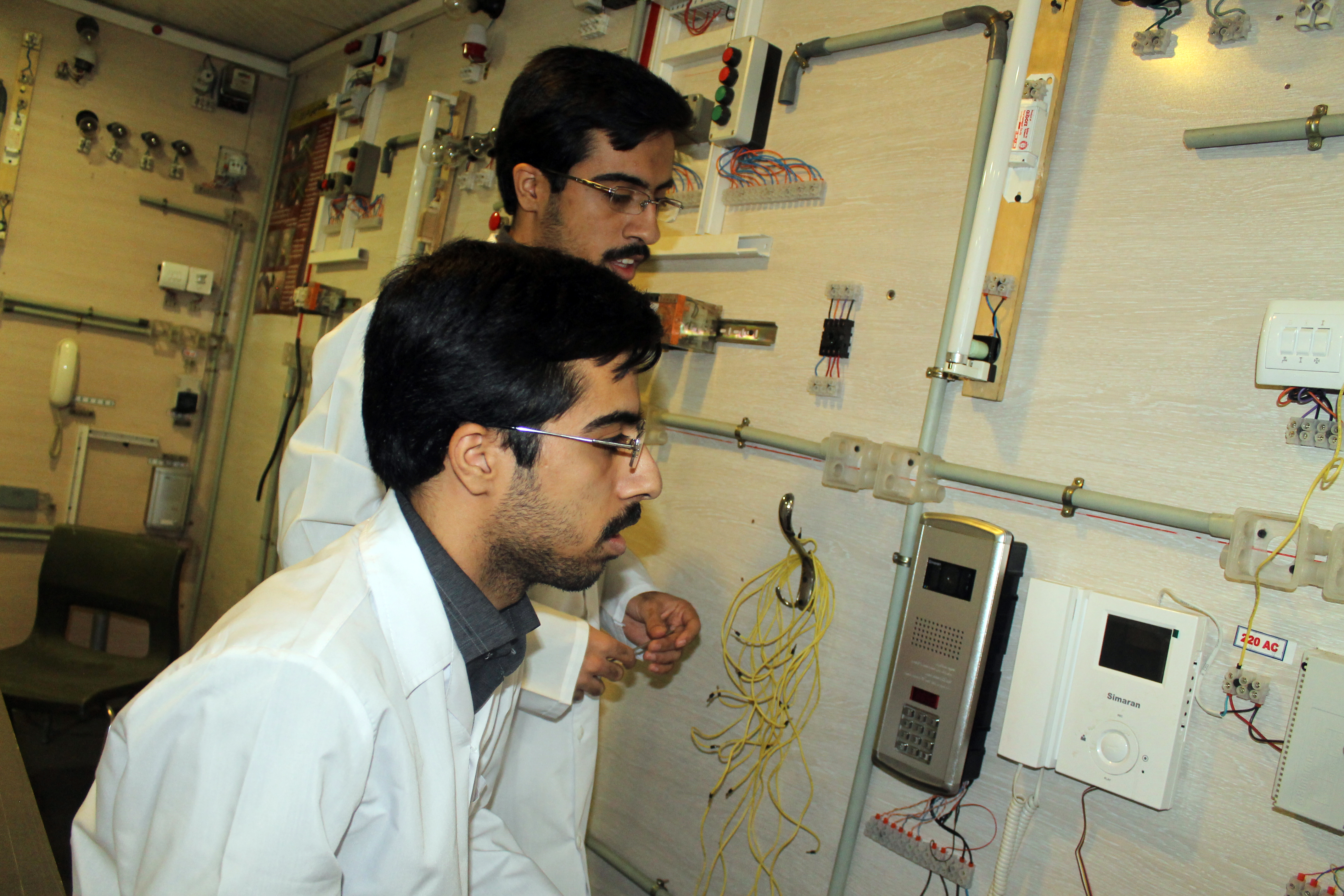
کارگاه برق عمومی

### دانشکده مهندسی کامپیوتر
شامل سه گروه آموزشی معماری کامپیوتر، نرم‌افزار و فناوری اطلاعات، هوش مصنوعی است.

### دانشکده مهندسی عمران
در سه گروه آموزشی: مهندسی عمران (سازه و زلزله)، مهندسی عمران (آب و ژئوتکنیک)، مهندسی عمران (نقشه‌برداری) به فعالیت آموزشی و پژوهشی ادامه می‌دهد

### دانشکده مهندسی مواد و علوم میان رشته‌ای
شامل سه گروه آموزشی مهندسی مواد و متالورژی، علوم زیستی، صنایع چوب است.

### دانشکده مهندسی مکانیک
۴ گروه آموزشی مهندسی خودرو، مهندسی مکانیک جامدات، مهندسی مکانیک سیالات و مهندسی ساخت و تولید فعال هستند. این دانشکده مجهز به ۶ کارگاه ماشین ابزار، آزمایشگاه اندازه‌گیری دقیق، کارگاه ریخته‌گری، کارگاه جوشکاری، کارگاه خودرو است.

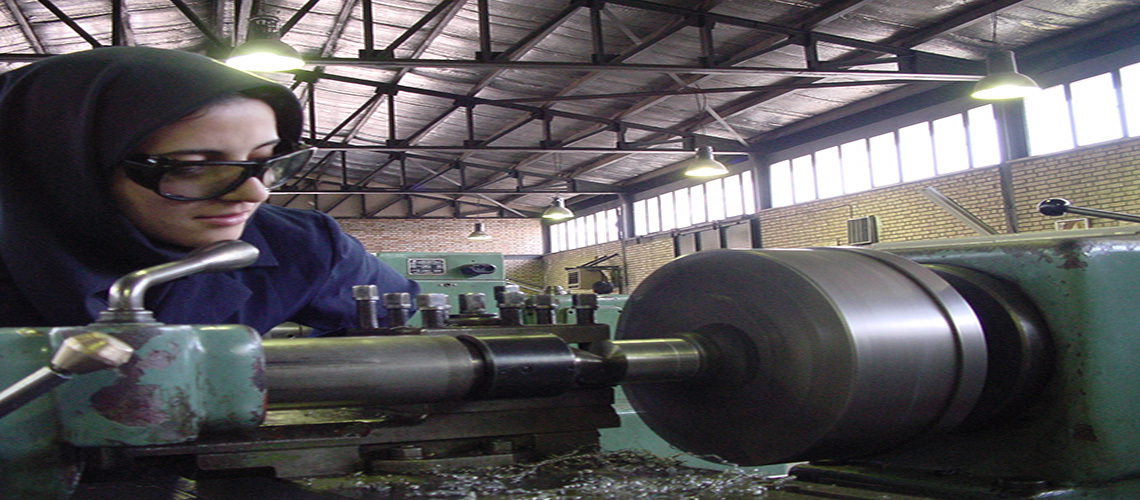
کارگاه ماشین ابزار

### دانشکده مهندسی معماری و شهرسازی
از سه گروه آموزشی مهندسی معماری، شهرسازی (طراحی شهری) و ارتباط تصویری (گرافیک) تشکیل یافته است.

### دانشکده علوم انسانی
دانشکده‌های علوم انسانی در سال ۱۳۸۰ از دانشکده علوم پایه منفک و مستقل گردید و گروه‌های آموزشی معارف و الهیات، زبان انگلیسی، ادبیات فارسی و علوم تربیتی در آن مشغول فعالیت هستند.

### دانشکده علوم ورزشی
دارای سه گروه آموزشی فیزیولوژی ورزشی، رفتار حرکتی و مدیریت ورزشی است.

### دانشکده علوم پایه
سه گروه آموزشی ریاضی، فیزیک و شیمی در این دانشکده فعال هستند.

## کانون‌های فرهنگی و انجمن‌های علمی
در این دانشگاه بیش از ۱۶ کانون دانشجویی فرهنگی و ۲۱ انجمن علمی در رشته‌های مختلف فعالیت دارند. از جمله آنها، کانون دبیران جوان می‌باشد.

## افراد سرشناس
- حسن طهرانی‌مقدم از فرماندهان سپاه پاسداران انقلاب اسلامی، دانش‌آموخته مهندسی متالورژی (گرایش ریخته‌گری) دانشگاه تربیت دبیر شهید رجایی
- محسن منصوری مدیر ارشد اجرایی و معاون اجرایی رئیس‌جمهور و سرپرست نهاد ریاست‌جمهوری در دولت سیزدهم و پیش از آن استاندار تهران در دولت سیزدهم
- حسین زمرشیدی عضو هیئت علمی، دانشکده مهندسی معماری و شهرسازی، چهره ماندگار معماری سنتی ایران و دارنده نشان دانش
- سعید قاسمی فعال فرهنگی و از فرماندهان ارشد جنگ، مدرس دانشکده مهندسی معماری وشهرسازی
- حسین مظفر عضو هیئت علمی گروه معارف دانشکده علوم انسانی، نماینده دوره هفتم و نهم مجلس، وزیر آموزش و پرورش (در دولت هفتم- سید محمد خاتمی) و عضو مجمع تشخیص مصلحت
- سیدمحمد بطحایی، وزیر آموزش و پرورش (دولت دوازدهم)، مدرس دانشکده علوم انسانی
- امیرحسین منظمی عضو هیئت علمی دانشکده علوم ورزشی، دبیر کل فدراسیون والیبال، کاپیتان (سابق) تیم ملی والیبال، مربی (سابق) تیم ملی دانشجویان و جوانان کشور (قهرمانی در یونیورسیاد جهان در سال ۱۳۹۶)
- سیده الهام حسینی نخستین مدال آور تاریخ وزنه‌برداری زنان و شکستن رکورد وزنه‌برداری دو ضرب – ۸ اردیبهشت ۱۴۰۰
- جواد خیابانی، مجری و گزارش‌گر ورزشی
- مریم امیدی پارسا کسب ۲ مدال طلا در مسابقات قهرمانی روئینگ آسیا در سال ۲۰۱۷
- سید یاسر جبرائیلی، پژوهشگر اقتصاد سیاسی و نویسنده